# Oropus convexus
Oropus convexus är en skalbaggsart som beskrevs av Thomas Casey 1886. Oropus convexus ingår i släktet Oropus och familjen kortvingar. Inga underarter finns listade i Catalogue of Life.